# Shhh...it happens!
Shhh...it happens is een Nederlandse musical, bedacht door Eelco Claassen en Michael Diederich. Het verhaal gaat over een sadistische tweeling die verdwaald raakt en terechtkomt in een verlaten pretpark. Dit gegeven ontleende Claassen aan een bezoek aan Coney Island, een pretpark in New York, waar hij een verwaarloosd spookhuis tegenkwam.

## Het verhaal
Op weg naar een familiereünie belanden de sadistische Bro & Sis bij een louche freakshow in een oud verlaten pretpark. Daar worden ze door de sinistere Freakshowbaas Max Majestic met een ‘Freakmachine’ tot een eeuwig ruziënde Siamese tweeling samengesmolten en ontmoeten ze een zevental freaks. Zo heeft de een 'n televisie in plaats van een hoofd, is een ander half hyena, half mens, en duikt een donkere verschijning genaamd XXX op. Maar schijn bedriegt... Elke freak heeft zijn eigen vreemde verhaal over hoe hij daar terecht is gekomen.
Majestic heeft een groter plan met zijn nieuw gemaakte freaks: het pretpark nieuw leven inblazen en zo te voorkomen dat een pretparkgigant zijn park overneemt. Leedvermaak is volgens hem de enige vorm van entertainment die de wereld nog boeit.
Maar de freaks zinnen op wraak. Aangemoedigd door de Siamese tweeling smeden zij een plan om Majestic in de val te lokken en zelf tot een freak te maken. Een wraakactie die niet helemaal volgens plan gaat en leidt tot een opwindende en zeer onverwachte, spectaculaire climax….

## Rolverdeling
- Hyena: Martin van der Starre/Jim de Groot
- Mercedes: Cystine Carreon
- Zelda Zit: Danielle Veneman
- Max Majestic: Wim Van Den Driessche
- Bro: William Spaaij
- Sis: Linda Wagenmakers, Joyce Stevens en Hilke Bierman
- TV Head: Rolf Koster
- Stone: Tony Neef/Paul Vaes
- XXX: Esther van Boxtel

## Creatives
- Idee en muziek: Eelco Claassen met bijdragen van Michael Diederich en Petra van der Eerden
- Script: Eelco Claassen & Michael Diederich
- Regie: Michael Diederich
- Kostuums: Nathalie Ree, Isabel Blokland, Lara Schellekens, Iverna Linger, Marlies Kruisinga
- Decorontwerp: Peter van de Helm
- Licht: Coen van der Hoeven
- Make-up: Marcel Alberti, Selene Lentjes

## Trivia
- Linda Wagenmakers besloot na nogal wat ophef over de musical te stoppen. Ze werd vervangen door Joyce Stevens en Hilke Bierman.
- Ara Halici zou eerder de rol van XXX spelen. Hij besloot echter dit niet te doen en gaf zijn rol aan Esther van Boxtel.
- De musical werd niet door iedereen even enthousiast onthaald. Zo schreef het Parool: “inhoudelijk wordt het niet boeiend en alles blijft even kinderachtig[1]. De Volkskrant kopte met: “Rammelende musical is sympathieke mislukking”[2].
- Vanwege het wegblijven van het publiek werd besloten om niet eind november 2007, maar een maand eerder met de musical te stoppen[3].
- In de gelijknamige film is Forrest Gump de inspiratiebron voor de bumpersticker-spreuk Shit Happens.